# Mats Björke
Mats Anders Björke, född 10 juni 1982 i Borlänge kyrkobokföringsdistrikt, Kopparbergs län, är en svensk musikproducent och musiker som har tidigare varit medlem i musikgruppen Mando Diao.
Björke är uppvuxen i Kvarnsveden, Borlänge och började spela klaviatur i Mando Diao efter den tidigare klaviaturspelaren Daniel Haglund fick sparken under 2003. Dock dröjde det till 2005 innan han blev en fullgod bandmedlem. Han var med i bandet i 11 år och lämnade det under november 2014.
Efter uppbrottet med bandet har Björke fortsatt arbeta som producent i sin egen studio i Stockholm, där han genom åren bl.a. samarbetat med Torsten Flinck, Caviare Days, Beat Funktion och Carl Norén.
Björke deltog i en konsert med Mando Diao den 21 juli 2016. Under samma konsert deltog också Samuel Giers, även han tidigare medlem i Mando Diao.

### Fotnoter
1. ↑  Sveriges befolkning
2000:
Björke, Mats Anders
(1982-06-10)
Försäkringskassan, uttag avseende 20001231 (2014)
2. ↑  ”Mats Björke”. Svensk Filmdatabas. http://sfi.se/sv/svensk-filmdatabas/Item/?type=PERSON&itemid=422199&ref=%2ftemplates%2fSwedishFilmSearchResult.aspx%3fid%3d1225%26epslanguage%3dsv%26searchword%3dmats+bj%C3%B6rke%26type%3dPerson%26match%3dBegin%26page%3d1%26prom%3dFalse. Läst 13 januari 2013.
3. ↑  "Mats Björke lämnar Mando Diao". DT.se. 18 november 2014. Läst 9 augusti 2016.
4. ↑  "Caviare Days - Hämtar inspiration i 70-talsrocken" Arkiverad 16 september 2016 hämtat från the Wayback Machine.. Studio.idg.se. 23 augusti 2012. Läst 9 augusti 2016.
5. ↑  ”Mats Björke lämnar Mando Diao”. dt.se. http://www.dt.se/noje/musik/mats-bjorke-lamnar-mando-diao. Läst 15 mars 2017.
6. ↑  "Mats Björke lämnar Mando Diao efter 11 år – nu aktuell som producent av Thorsten Flincks kommande album" Arkiverad 21 augusti 2016 hämtat från the Wayback Machine.. Mynewsdesk.com. 18 november 2014. Läst 9 augusti 2016.
7. ↑  "Är det råa Mando Diao tillbaka?" Arkiverad 25 juli 2016 hämtat från the Wayback Machine.. Dalademokraten.se.  22 juli 2016. Läst 9 augusti 2016.